# دافيد منديز دا سيلفا
دافيد منديز دا سيلفا (بالهولندية: David Mendes da Silva) (4 أغسطس 1982 هولندا - ) هو لاعب كرة قدم هولندي، يلعب كلاعب وسط.

## وصلات خارجية
دافيد منديز دا سيلفا على موقع الاتحاد الدولي (مؤرشف)  (الإنجليزية)
- دافيد منديز دا سيلفا على موقع قاعدة بيانات كرة القدم.إي يو (الإنجليزية)
- دافيد منديز دا سيلفا على موقع ناشيونال فوتبول تيمز (الإنجليزية)
- دافيد منديز دا سيلفا على موقع Soccerway.com (الإنجليزية)
- دافيد منديز دا سيلفا على موقع AS.com (الإسبانية)